# Casa Deke
La Casa Deke (in inglese: Deke House) è una storica residenza della città di Ithaca nello Stato di New York.

## Storia
La casa venne eretta nel 1893 secondo il progetto dell'architetto William Henry Miller per ospitare una confraternita studentesca, funzione che ha svolto quasi ininterrottamente sino ai giorni nostri.
L'edificio è iscritto nel registro nazionale dei luoghi storici dall'11 gennaio del 1991.

## Descrizione
L'edificio, sviluppato su due livelli principali più un piano mansardato, presenta uno stile neoromanico. Una torretta caratterizza il prospetto rivolto verso occidente.